# Parathyma indosinica
Parathyma indosinica är en fjärilsart som beskrevs av Hans Fruhstorfer 1906. Parathyma indosinica ingår i släktet Parathyma och familjen praktfjärilar. Inga underarter finns listade i Catalogue of Life.